# Buslijn 310 (Veendam-Assen)
Buslijn 310 is een snelbuslijn van Qbuzz in de concessie Groningen-Drenthe. De bus rijdt volgens de formule Qliner en verbindt Assen en Veendam. Op P+R Gieten kan overgestapt worden op de Qliners 300 en 312.

## Huidige toestand
Op werkdagen rijdt de lijn 1x per uur buiten de spits, en tijdens de spits rijdt er 1 extra rit per uur. Overdag buiten de spits rijdt er 1x per uur een rit naar P+R Gieten. In het weekend en 's avond rijdt de lijn 1x per uur.